# Roldisleben
Roldisleben ist ein Ortsteil der Stadt Rastenberg im Landkreis Sömmerda in Thüringen.

## Geografie
Roldisleben liegt westlich von Rastenberg und südlich von Bachra und ist mit einer landwirtschaftlich genutzten Flur umgeben. Nördlich von Bachra grenzt die Hohe Schrecke an die Flur und weiter östlich sind es die Ausläufer der Finne. Über die Landesstraße 1057 und die Ortsverbindungsstraße ist Roldisleben erreichbar.

## Geschichte
1312 wurde das Dorf erstmals urkundlich genannt.
Immer wieder musste die Bevölkerung unter den Kriegen leiden. So wird in der Chronik des Dorfes berichtet, dass der Thüringer Grafenkrieg 1342–1346 verheerende Auswirkungen auf das Dorf hatte. 1445 bis 1451 folgte der Bruderkrieg, viele Menschen starben. 1450 brannte das Dorf völlig nieder. Im Laufe des Dreißigjährigen Krieges wurde der Ort mehrfach zerstört und letztmals 1649 wiederaufgebaut.
In den Napoleonischen Kriegen zwischen 1806 und 1813 hatte Roldisleben erneut unter Plünderungen durchziehender Truppen zu leiden.
Roldisleben gehörte bis 1815 zum kursächsischen Amt Eckartsberga. Durch die Beschlüsse des Wiener Kongresses kam der Ort zu Preußen und wurde 1816 dem Landkreis Eckartsberga im Regierungsbezirk Merseburg der Provinz Sachsen zugeteilt, zu dem er bis 1944 gehörte. Kirchlich kam Roldisleben 1815 durch die Teilung des Königreichs Sachsen zur Ephorie Heldrungen. Im Herbst 1828 wurden mehrere Höfe des Ortes durch einen Großbrand beschädigt. 1856 bis 1859 separierten die Bauern die Flur.  Im Ersten Weltkrieg ließen 15 Einwohner ihr Leben.
Am 11. April 1945 marschierten amerikanische Truppen in den Ort ein. Dann begann die Zeit der DDR und die Einbindung der Bauern in die Landwirtschaftspolitik. Mit der politischen Wende fand man nach 1990 neue Eigentumsformen zur Arbeit auf dem Lande.

## Besonderes
Seit einigen Jahren hat sich am Ortsrand eine Kulturinstitution Spiegel-Arche etabliert, die von Kathrin Siebert, der Ururenkelin von Carl Zeiß geleitet wird. Die Besonderheit dieser Einrichtung besteht in einer Raumkombination zweier Container, die sowohl von außen als auch von innen zum Begehen vor großflächigen Spiegelwänden einlädt. Unterhalb dieser Installation befindet sich ein Park mit alten und neu angepflanzten Bäumen, in dem an verschiedenen Stellen Plastiken und andere Kunstinstallationen zu sehen sind. Das Ganze wird u. a. finanziert von der Philip Morris International, dem weltweit größten Tabakkonzern.